# Ferruccio Garavaglia
Ferruccio Garavaglia (San Zenone al Po, 1º maggio 1868 – Napoli, 29 aprile 1912) è stato un attore italiano di teatro e cinema muto.

## Biografia
Il suo vero nome era Giovita. Marito dell'attrice Adele Garavaglia, padre dell'attore Leo Garavaglia e nonno dell'attrice Miranda Bonansea, fu condirettore assieme con Achille Majeroni di una propria compagnia teatrale.
È ricordato per essere stato interprete negli anni dieci di ruoli da protagonista in film del cinema muto per lo più derivati da drammi per il teatro e da opere liriche. 
Fu anche maestro di recitazione. Tra le sue allieve spicca Paola Pezzaglia, nipote di Angelo Pezzaglia, altro interprete di Otello. A questo proposito esiste un gustoso aneddoto: durante la lavorazione di Otello accadde un fatto tra il boccaccesco ed il divertente. Lo racconta il produttore Adolfo Re Riccardi:
"Ma il ricordo più vivo e più comico di quelle giornate laboriose, eccolo: si doveva girare un quadro nel quale Desdemona curva ed appoggiata al parapetto di un ponticello, sorvegliava Jago che doveva passare in gondola sotto il ponte. Desdemona era, l'ho detto, la bellissima Vittoria Lepanto. Un imberbe giovinetto, tutto azzimato ed elegante, cercava di attirare su di sé l'attenzione della magnifica attrice, che, vestita regalmente di broccato in argento e oro, giustificava pienamente l'ammirazione dei curiosi. La Lepanto saliva tranquilla la scala che conduceva al ponticello senza accorgersi, o fingendo di non accorgersi, dell'ignoto adoratore. Eccoti che quando l'attrice si curva sul parapetto del ponte, il giovinetto imberbe e intraprendente si arma di coraggio e, per quanto pregato di non intromettersi nel quadro, le passa rasente e le regala una improvvisata toccatina sotto la schiena... prominente. La Lepanto si volta ad un tratto e sferra un sonoro schiaffo al troppo audace ammiratore. Il malconsigliato, per vendicarsi, esclama con piglio insolente: "Cosa g'ala? In fin dei conti la xè gente da teatro...". Non l'avesse mai detto! La toccatina imprudente era affare che riguardava l'attrice soltanto, ma la impertinente giustificazione offendeva tutta la classe. Fu un attimo: Ferruccio Garavaglia (Otello) e Angelo Pezzaglia (il Doge), come se avessero ricevuto un comando, afferrano il leggiadro giovinetto l'uno sotto l'ascella destra, l'altro sotto la sinistra, lo sollevano di peso (erano due giganti) e lo proiettano nel canale sottostante fra gli applausi consenzienti della folla che aveva seguita la scena e intuita la ragione del castigo. Il bell'imbusto annaspò con alcune bracciate gli scalini di una porta prospiciente il canale: l'operatore girò la manovella per consacrare l'episodio ad aeternum rei memoriam e Desdemona fu vendicata".
A giugno 2019 la scrittrice tremensuolese Rossella Serao ha pubblicato un volume dal titolo "Ferruccio Garavaglia tra tradizione e modernità", edizioni Efesto. 

## Filmografia
- Otello (1909)
- La morte civile (1910)
- Rigoletto (1910)
- Romeo e Giulietta (1912)